# Shunsuke Andō
Shunsuke Andō (安藤 駿介 Andō Shunsuke?,  Tokio, 10 de agosto) es un futbolista japonés que juega como guardameta en el Kawasaki Frontale.

## Selección nacional
Fue elegido para integrar la selección de fútbol sub-23 del Japón para los Juegos Olímpicos de Verano de 2012.[cita requerida]

## Clubes
| Club                     | País  | Año   |
| ------------------------ | ----- | ----- |
| Kawasaki Frontale        | Japón | 2009- |
| Shonan Bellmare (cedido) | Japón | 2013  |

## Palmarés

### Títulos nacionales
| Título             | Club              | País  | Año  |
| ------------------ | ----------------- | ----- | ---- |
| J1 League          | Kawasaki Frontale | Japón | 2017 |
| J1 League          | Kawasaki Frontale | Japón | 2018 |
| Copa J. League     | Kawasaki Frontale | Japón | 2019 |
| J1 League          | Kawasaki Frontale | Japón | 2020 |
| Copa del Emperador | Kawasaki Frontale | Japón | 2020 |
| J1 League          | Kawasaki Frontale | Japón | 2021 |
| Copa del Emperador | Kawasaki Frontale | Japón | 2023 |
| Supercopa de Japón | Kawasaki Frontale | Japón | 2024 |